# Personaggi di Shakugan no Shana
Questa è la lista dei personaggi della serie di light novel e dei relativi adattamenti manga e anime Shakugan no Shana.

## Protagonisti
Yuji Sakai (坂井悠二?, Sakai Yuji)
Doppiato da: Satoshi Hino
Yuji è il protagonista. È un ragazzo abbastanza timido e che mette gli altri prima di sé stesso se necessario. La sua vita cambia improvvisamente quando, dopo l'incontro con Shana, scopre di essere già morto e di essere quindi un Torch. Diversamente, egli è un "Mistes", cioè un Torch che contiene un "hōgu", un oggetto di grande potere. Gli hōgu hanno diversi poteri: quello di Yuji, il Reiji Maigo, gli permette di rigenerare il suo potere dell'esistenza ogni giorno a mezzanotte e, di conseguenza, di non svanire come gli altri Torch. Yuji si allenerà con Shana per sviluppare il suo potenziale. Nella terza serie capirà di essere innamorato di Shana e per "cambiare il suo destino di Flame Haze" passera della parte dei cattivi diventandone il capo.
Shana (シャナ?, Shana) / Cacciatrice dai capelli di fuoco e occhi ardenti (炎髪灼眼の討ち手?, Enpatsu Shakugan no Uchite)
Doppiata da: Rie Kugimiya
Shana è la protagonista femminile e decide di proteggere Yuji. Inizialmente è molto ostile con lui e lo tratta quasi con disprezzo ma più avanti scoprirà che i suoi sentimenti sono ben diversi. Il nome "Shana" è dato a lei da Yuji per via del nome della spada della ragazza, Nietono no Shana (贄殿遮那?, Vairocana della stanza delle offerte). Più avanti troverà Yuji di grande importanza nei combattimenti e le relazioni con lui la aiuteranno a maturare. In combattimento, i capelli di Shana diventano come fuoco, e i suoi occhi fiammeggianti. Le sue capacità d'attacco sono basate sulla velocità e sulle fiamme che usa per attaccare e anche per saltare o volare, con l'ausilio di un paio di ali infuocate. Ha inoltre un mantello chiamato Yogasa, derivato da un frammento di ala di Alastor, in grado di proteggere Shana e di conservare all'interno oggetti, come la sua spada. Tipico di Shana è il suo urlare 3 volte «Urusai! (煩い? Sta zitto!)» quando si vergogna con Yuji; inoltre adora mangiare Melonpan (un tipo di pane dolce giapponese che, nonostante il nome, non sa veramente di melone), che spesso Wilhelima dava a Shana alla fine dei suoi allenamenti nel Tendoukyuu (天道宮? Palazzo della strada divina).
Alastor (アラストール?, Arasutōru) / Conflagrazione tra Cielo e Terra (天壌の劫火?, Tenjō no Gōka) (Re di Guze)Alastor è il Re di Guze a cui Shana è legata, esprime i suoi voleri attraverso un pendente divino chiamato Cocytus all'interno del quale la sua forma è una fiamma color cremisi.  Alastor è considerato il più forte tra gli abitanti, anche comparato ad un dio nel mondo Cremisi. Un'unica condizione è posta da Alastor alla Flame Haze alla quale è legato; cioè effettuare in caso di necessità per compiere la sua missione, il Tenpa Jōsai (天破壌砕?, Distruggere cielo e terra), un metodo segreto che dà la possibilità ad Alastor di manifestarsi nel Mondo reale. Questo metodo però, manda in pezzi il contenitore del potere di Alastor, cioè la Flame Haze stessa.

## Esseri umani
Yoshida Kazumi (吉田一美?, Kazumi Yoshida)
Doppiata da: Ayako Kawasumi
Compagna di classe di Yuji. È innamorata di lui ma essendo molto timida fa fatica a dichiararsi. Successivamente entrerà in conflitto con Shana per questo, cercando di far scegliere a Yuji. Scoprirà anche lei la verità sul mondo e nella seconda e nella terza serie maturerà notevolmente diventando più attiva.
Ike Hayato (池速人?, Hayato Ike)
Il miglior amico di Yuji dalla Junior High School. È innamorato di Kazumi, segretamente. In ogni caso, aiuterà lei a mostrare i suoi sentimenti a Yuji.
Chigusa Sakai (坂井千草?, Sakai Chigusa)
La madre di Yuji. È una persona molto gentile e tranquilla ma allo stesso tempo è forte psicologicamente e intelligente. Il suo uomo, Kantaro, vive lontano senza la famiglia alla fine della seconda stagione dell'anime si scoprirà essere incinta e nella terza darà alla luce (probabilmente) una bambina.
Ogata Matake (緒方真竹?, Matake Ogata)
Altra compagna di classe di Yuji. Molto attiva ed energica, prova dei sentimenti per Eita Tanaka e successivamente si mettera insieme a lui. È una giocatrice di pallavolo.
Eita Tanaka (田中栄太?)
Un ragazzo piuttosto grosso e muscoloso, compagno di Yuji. Così come Keisaku dimostra rispetto, ammirazione e affetto verso Margery, che chiama Ane-san (姉さん? lett. Sorella maggiore). Aiuterà Margery nei combattimenti, ma si innamorerà di Ogata.
Sato Keisaku (佐藤啓作?, Keisaku Sato)
Amico di Eita. Membro di una famiglia benestante, vive da solo, diventerà la casa anche di Eita e Margery. Innamorato di Margery, all'inizio nasconderà i suoi sentimenti ma nella terza stagione dell'anime si dichiarerà e si scoprirà essere ricambiato.
Hirai Yukari (平井ゆかり?, Yukari Hirai)
Compagna di classe di Yuji. Innamorata di Ike, morirà quando un Rinne le ruberà il potere dell'esistenza. Shana ne farà un Torch ma il giorno successivo la sua fiamma si spegnerà nonostante i tentativi di Yuji. Alla fine della terza stagione dell'anime, dopo che Yuji avrà creato il nuovo mondo per Tomogara e Flame Haze e ristabilito il suo potere dell'esistenza, tornerà in vita.
Konoe Fumina
Rinascita di Hecate trono supremo, sembra attratta da Yuji. Si comporta come se fosse nobile e suscita la gelosia di Shana
e Yoshida Kazumi; in seguito si riunirà ad Hecate fornendole dei ricordi.

## Torch e mistes
Tenmoku Ikko (天目一個? Frammento dell'occhio Celestiale)
Tremendo Mistes assassino temuto da tutti i Tomogara. È una enorme armatura da Samurai, con in faccia una maschera da Oni e possessore di Nietono no Shana (贄殿遮那?). Vaga alla ricerca di avversari forti da combattere, e nel suo cammino ha sterminato innumerevoli Tomogara. Aiuterà Shana al Tendoukyu per siglare il patto con Alastor, in modo da poter combattere con lei. Riconosciuto la forza di Shana, gli dona la sua spada. Rivela infatti di essere diventato volontariamente Mistes per consegnare la sua spada a chi ne sarebbe dimostrato degno (da umano era un fabbro).

## Flame Haze
Margery Daw (マージョリー・ドー?, Mājorī Dō) / Interprete della condoglianza (「弔詞の詠み手」?, Chōshi no Yomite)
Un'altra Flame Haze. È alla ricerca di un misterioso Tomogara vestito da un'armatura argentata. Non si sa di preciso il motivo, ma pare che nel passato questo misterioso Tomogara abbia ucciso una persona cara a Margery, e cerca vendetta. È una grande amante del combattimento, e considera tutti i Tomogara dei nemici, anche quelli a cui è a cuore l'equilibrio del mondo (ad esempio Lamines). È una esperta nell'uso dei Jizaiho, e in duello si trasforma in una enorme bestia viola. Quando verrà sconfitta da Shana perderà quasi tutta la voglia di combattere, ma tornerà attiva credendo che Eita e Sato erano stati uccisi (cosa non vera). Ha un debole per l'alcol, e per questo spesso è costretta a subire i postumi della sbornia. Si scoprirà sempre nella terza stagione dell'anime che il misterioso Tomogara che cercava altri non era che la sua parte malvagia materializzata, questo le procurerà un grande shock che supererà solo grazie a Sato. In seguito lui le dichiara i suoi sentimenti, che lei contraccambia.
Wilhelmina Carmel (ヴィルヘルミナ・カルメル?, Viruherumina Karumeru) / Manipolatrice di 10000 nastri (「万条の仕手」?, Banjō no Shite)
La Flame Haze legata alla Regina Tiamat. È colei che si è presa cura di Shana nel periodo di allenamento al Tendoukyuu. È vestita da cameriera, e l'oggetto con cui comunica con Tiamat è la tiara da cameriera che porta in testa. Nella forma da combattimento diventa una maschera da cui spuntano molti nastri. Nonostante il suo aspetto, non è in grado di cucinare, e ha un carattere molto freddo. In combattimento usa dei nastri, che può direzionare a piacimento per colpire o immobilizzare il nemico. Una particolarità è nel suo modo di parlare: infatti finisce sempre le frasi con de arimasu (であります?); forma gentile non contratta della copula de aru, cioè il verbo essere. È come se dicesse alla fine di ogni frase: "...È così"
Khamsin Nbh'w (カムシン・ネブハーウ?, Kamushin Nebuhāu) / Reclutatore dell'equipaggiamento cerimoniale (「儀装の駆り手」?, Gisō no Karite)
È il Flame Haze legato a Behemot. Nonostante l'apparenza giovanile, è uno dei più vecchi Flame Haze della storia, con più di centinaia di anni. Il suo compito principale non è combattere i Tomogara, bensì sincronizzare e riparare le distorsioni nelle città dovute all'attacco dei Tomogara o Rinne, e a questo gli serve un essere umano nativo di quella città che ne sappia perfettamente la struttura antecedente al danno. Nel caso della città di Misaki, viene scelta Yoshida Kazumi. Non si sa molto dei suoi poteri in combattimento, ma è certo che sia molto potente; diventerà molto più attivo nella terza serie dove mostrera i suoi straordinari poteri fra cui richiamare, un enorme golem di pietra, usando l'enorme palo portato coperto sulle spalle di Khamshin, è in grado di scagliare enormi pietre. Purtroppo morirà nella terza serie durante la guerra tra Flame Haze e Tomogara.

## Re di Guze
Marchosias (マルコシアス?, Marukoshiasu) / Artigli e Zanne della Violazione (「蹂躙の爪牙」?, Jūrin no Sōga) (Re di Guze)È il Re di Guze a cui è legata Margery, e prende la forma di un Grimorio verde, in grado anche di volare. Ha una lingua molto tagliente, e spesso fa battute sul comportamento di Margery, finendo sempre per venire colpito violentemente da quest'ultima. Nonostante le prime apparenze, è un Re molto sanguinolento, e, come Margery, ha l'obiettivo di sterminare tutto e tutti. È in grado, come tutti i Re di Guze, di purificare il corpo della sua Flame Haze, ma non lo fa quasi mai, in modo da punire Margery in preda ai postumi delle sue numerose sbornie.
Tiamat (ティアマトー?, Tiamatō) / Corona e fascia delle visioni (「夢幻の冠帯」?, Mugen no Kantai)
È la Regina di Guze a cui è legata Wilhelmina. È molto silenziosa, e quando parla si limita a dire lo stretto essenziale. Nella serie di light novel, quasi tutte le sue battute sono scritte unicamente con Kanji, senza nessun segno Hiragana o Katakana.
Behemoth (ベヘモット?, Behemotto) / Indomabile vetta aguzza (「不抜の尖嶺」?, Fubatsu no Senrei)
È il Re di Guze a cui è legato Khamshin. L'oggetto con cui comunica è un bracciale. Si sa poco sul suo conto; pare che la sua priorità non sia eliminare Tomogara, ma riparare i loro danni come nella città di Misaki, in cui Friagne aveva creato moltissimi Torch, rendendo la città instabile. Dalla voce sembra sia un vecchio.

## Tomogara e Rinne

### Tomogara
Friagne / Cacciatore (「狩人」フリアグネ?, Kairudo)
Friagne è un Tomogara, conosciuto anche come "l'uccisore di Flame Haze". Appare come un uomo totalmente vestito di bianco con una passione quasi malsana per le bambole e uno scialle che lo circonda levitandogli attorno. Ha anche un amore spassionato per Marianne, un Rinne instabile che senza il potere fornitogli dal suo padrone scomparirebbe in pochi giorni. Il suo obiettivo è infatti dare a Marianne una vera esistenza, e per fare questo vuole attivare il Jizaiho potentissimo chiamato Miyako Kurai (都喰らい? Divoratore di città), in grado di trasformare l'intera città in potere dell'esistenza da dare a Marianne, e dargli una vera esistenza indipendente. Friagne in combattimento utilizza i suoi tanti Hogu, che gli danno un potere notevole in duello: fra alcuni che ha utilizzato un campanello in grado di richiamare l'energia dell'esistenza sotto forma di sfere infuocate, l'anello Azure che difende dalle fiamme, una moneta in grado di generare una catena che blocca le armi nemiche. È chiamato anche "Uccisore di Flame Haze" grazie alla Trigger Happy, un Hogu specifico per uccidere i Flame Haze (costringe il re di Guze a risvegliare tutta la sua potenza, facendo esplodere la Flame Haze)
Lamies / Raccoglitore di Cadaveri / Organo a Spirale (「屍拾い」/「螺旋の風琴」ラミー?, Shikabane Hiroi/Rasen no Fūkin)
Tomogara preso di mira da Margery. È uno dei pochi Tomogara che si preoccupa dell'equilibrio del mondo e reperisce potere dell'esistenza senza cercare di provocare nessuno squilibrio. Il nome "Raccoglitore di cadaveri" è dovuto proprio al fatto che assorbe il potere residuo nei Torch che stanno per svanire, senza mai colpire quelli ancora con molta energia. Margery lo prende di mira solo perché è un Tomogara, ma Shana e Alastor faranno di tutto per difenderlo per due motivi: Alastor e Lamines sono vecchi amici, inoltre Lamines mantiene un enorme quantitativo di potere dell'esistenza grazie ad un particolare Jizaihou. Se questo venisse interrotto, questo enorme potere uscirebbe insieme, con l'effetto di una bomba. Il vero titolo di Lamines in realtà è "Organo a spirale", ed è il più famoso e potente mago di Guze, inventore di moltissimi Jizaiho.
Sorath / Colui che ama se stesso (「愛染自」ソラト?, Aizenji) e Tyrael / Colei che ama gli altri (「愛染他」ティリエル?, Aizenta)
Sono un duo di Tomogara che appaiono accompagnati da Sydonay del trio dei Bal Masquè. Il loro obiettivo è la spada Nietono no Shana posseduta da Shana. Usano uno speciale Jizaihou che li ricarica costantemente di potere dell'esistenza combinato ad un Hougu in grado di ripeterlo all'infinito. I loro nomi vogliono letteralmente dire "Amo me stesso" e "Amo gli altri" in relazione ai loro caratteri; infatti Sorath è egoista, mentre Tyrael è gelosa.
Merihim (Shiro) / Ali dell'arcobaleno (「虹の翼」メリヒム?, Niji no Tsubasa)
Merihim è uno dei nove componenti dell'organizzazione antecedente al trio Bal Masquè. Innamorato di Mathilde, combatterà contro di lei, perdendo. Dopo la sconfitta, Mathilde gli impone tre condizioni: di non divorare più umani, di non tentare di destabilizzare il mondo e di allenare meglio che poteva la futura nuova Cacciatrice Shakugan (cioè Shana). Per adempiere a questa promessa, rimarrà in vita prendendo le sembianze di uno scheletro, allenando continuamente fino alla fine nel Tendokyuu Shana.
Dantalion / Ricercatore ossessionato dalla ricerca (「探耽求究」ダンタリオン? "Tantankyuukyuu") (Tomogara)Scienziato completamente pazzo in continuo lavoro per costruire infernali macchinari generatori di pericolosi Jizaihou o facendo tremende ricerche su tutto e tutti, servendosi di umani, Flame Haze e Tomogara. Non è visto di buon occhio da nessun Tomogara, in quanto i suoi esperimenti spesso oltrepassano il limite e spesso provocano danni; ha anche generato alcuni potenti Flame Haze durante gli esperimenti su di loro. Ha come aiutante un particolare Rinne di nome Domino composto quasi completamente da macchine (parodia di Tetsujin 28), e questo rende difficile la sua percezione dai Flame Haze. Adesso coopera con il trio dei Bal Masquè costruendo macchinari in grado di generare Jizaihou di enorme potenza. Nella Terza Stagione, durante la guerra verrà ucciso da Sale.
Mare / Buffone del villaggio sonnolento (「戯睡郷」メア?, Gisuikyo)
Tomogara interessato alla conquista del Reiji Maigo contenuto dentro Yuuji. Ha la capacità、tramite un Hougu, di generare e rinchiudere i suoi avversari all'interno di un sogno in cui possono avvenire solo eventi già conosciuti dal bersaglio. Scoprirà a suo svantaggio che il Reiji Maigo possiede una specie di protezione, il Kaikin (戒禁? Guardiano del divieto), per evitare che venga toccato da mani nemiche, e verrà eliminata da Shana.
Kasha / Corridore rasente alla ghiaia (「駆掠の礫」カシャ?, Kuryaku no reki)
È un Tomogara di basso grado, appena nato, che cerca di mettersi in mostra cercando di uccidere Flame Haze. Viene eliminato senza difficoltà da Shana.
Pheles
Fidanzata di Johan, il quale riposa all'interno dell'Hougu di Yuuji. Fa di tutto per ritrovarlo e prendere l'Hougu ma, quando sembra aver raggiunto il suo obiettivo, la situazione si complica ed è costretta a rinunciare momentaneamente. Sembra sia stata lei ad allevare Johan. Nella Terza Stagione si schiererà dalla parte dei Flame Haze, e aiuterà Kazumi a scappare. Nell'ultimo episodio però si scopre che sia Johan che Pheles hanno convertito il loro potere dell'esistenza creando un bambino, che sarebbe loro figlio detto l'erede dei due mondi (visto che è metà umano e metà Tomogara) si chiamerò Justus e verrà affidato a Wilhelmina.

### Rinne
Marianne (マリアンネ?)
Il Rinne amato da Friagne. Il suo corpo è una bambola, in grado di volare. Possiede anche il potere di manipolare falsi corpi umani o non (come la sfera formata da centinaia di teste del primo episodio) per celare il suo aspetto. Deciderà infine di sacrificarsi nel tentativo di salvare Friagne, che lui chiama sempre Padrone (ご主人様?)

### Bal Masqué
Il Bal Masquè è una organizzazione di Tomogara nel mondo da innumerevoli anni. Il loro quartier Generale è situato nel Seireiden (星黎殿? Palazzo della stella mattutina), un castello volante. I massimi esponenti dei Bal Masquè sono chiamati trinità, e sono i tre Tomogara più importanti. Possono poi contare su altri subordinati, che svolgono diversi compiti. Il loro obiettivo finale è l'attivazione di un misterioso Jizaiho chiamato Salmi del grande comando (大命詩篇?, Daimei shihen).
Sydonay / Mille trasformazioni (「千変」シュドナイ?, Senpen)
Tomogara del trio del Bal Masquè. Il suo titolo è dovuto alla sua capacità di cambiare forma, acquisendo l'aspetto di molti animali. La sua prima apparizione è come protettore dei due Aizen, periodo in cui scopre la posizione del Reiji Maigo dentro Yuji. Dopo averlo scoperto di ritorno al Seireiden inizia i preparativi insieme agli altri Tomogara per l'attivazione della Fonte di esistenza (存在の泉?, sonzai no izumi). Considera Hecate come una sua proprietà, preoccupandosi sempre per lei e per la sua purezza. Sydonay possiede inoltre una arma, una lancia chiamata Shintetsu nyoi (神鉄如意? Divino metallo del desiderio), probabilmente un Hougu. Conosce Margery, entrambi nemici fin dal passato. Nella Terza Serie verrà ucciso da Margery ma nell'inferno la sua anima incontra quella di Hecate.
Hecate / Trono supremo (「頂の座」ヘカテー?, Itadaki no Kura)
Tomogara del trio del Bal Masquè. È colei che ha la posizione più importante nel piano finale dell'organizzazione. Di aspetto giovane e silenziosa, è molto cara a Sydonay, tanto che si preoccupa in continuazione per lei. È colei che controlla i movimenti aerei del Seireiden, e possiede una capacità di potere dell'esistenza praticamente infinita; e per questo Bel-Peol la chiama "Esistenza eterna". La sua capacità principale è sincronizzarsi e condividere i pensieri e ricordi di altri, come farà poi con Yuji per poter usare il Reiji Maigo. È sempre alla ricerca di qualcosa che lei non possiede, una vera personalità; in quanto lei è vuota di pensieri. Nella Terza Serie si sacrificherà per creare il nuovo mondo.
Bel Peol / Giudice del paradosso (「逆理の裁者」ベルペオル?, Gyakuri no Saisha)
Tomogara del trio del Bal Masquè. Dall'aspetto di una donna a tre occhi, di cui uno coperto da una strana benda (quello destro). In combattimento usa dei pesi collegati ad una lunga catena che può muovere in tutte le direzioni.
Vine / Occhi vetrificati (「琉眼」ウィネ?, Ryūgan)
Subordinato di Bel-Peol. Tomogara vestito da motociclista, con una enorme moto e occhi come disegnati nella visiera del suo casco. Riceve il compito di raggiungere il Tendoukyuu per fermare la proclamazione della nuova Cacciatrice Shakugan (cioè Shana). In combattimento usa alcuni potenti Jizaihou. Verrà poi divorato da Tenmoku Ikko.
Orgon / Comandante di mille spedizioni (「千征令」オルゴン?, Senseirei)
Subordinato di Bel-Peol. Anche lui ha ricevuto un compito da fare al Tendoukyuu, ma non si sa di preciso quale. In combattimento è in grado di evocare moltissimi soldati per attaccare il nemico. Viene sconfitto dal suo antico rivale, Ali dell'arcobaleno Merihim.